# Riksdagsvalet i Sverige 1988
Riksdagsvalet i Sverige 1988 hölls den 18 september 1988.

## Valkampanjen
Med en högkonjunktur i ryggen, endast 2,3 procent arbetslösa och statsfinanser i balans hade den socialdemokratiska regeringen i maj-juni ett gott utgångsläge. Då utbröt den så kallade Ebbe Carlsson-affären den 1 juni när Expressen kunde avslöja att Ebbe Carlsson var inblandad i utredningen om mordet på Olof Palme. När tidningen frågade justitieminister Anna-Greta Leijon om hon hade skrivit ett rekommendationsbrev till Carlsson förnekade hon först detta, men samma dag diariefördes just ett sådant brev och hemligstämplades genast. De borgerliga partierna hotade med misstroendeförklaring och den 7 juni avgick justitieministern.
Under mitten av 1988 uppmärksammades den försämrade miljön: algblomning i Östersjön, säldöd och avstängda badstränder. Debatten om hur miljögifter påverkar naturen gynnade miljöpartiet som ställde upp i riksdagsvalet för tredje gången och kom in. Miljöpartiets intåg innebar att riksdagen fick ett nytt politiskt parti för första gången sedan 1932.
Centerpartiet gjorde under sin nya partiledare Olof Johansson ett bra val och ökade från 8,5% till 11,3%. Detta trots att partiet valet innan ingått en valteknisk samverkan med KDS under namnet Centern och trots att miljöpartiet, vilket likt centerpartiet hade stort fokus på miljöfrågorna, med sina 5,5 procent kom in i riksdagen. Till en början hade Johansson det svårt att nå ut i debatten men då miljöfrågorna lyftes i slutet av valrörelsen fick han mer utrymme, då detta sågs som en av hans och centerrörelsens starka frågor. Johanssons popularitet ökade även i och med SVT:s partiledarutfrågning veckan före valet.
Den stora partiledarutfrågningen i SVT leddes av Christer Petersson och Elisabet Höglund och hade en argumenterande och konfrontatorisk framtoning och många av partiledarna blev irriterade över att inte få tala till punkt, något som inte blev till deras fördel. Både Werner, Carlsson, Bildt och Schlaug blev märkbart irriterade på utfrågarna. Johansson var den som klarade sig bäst, han gick ut sist bland partiledarna och hade en betydligt mer lättsam stil. Han inledde sin utfrågning med att skämta och skratta med Elisabet Höglund, något han fortsatte med under hela utfrågningen, vilket blev till hans fördel.
Ian Wachtmeister sa när han var gäst i Hagge Geigerts program Gäst hos Hagge någon månad efter valet att man i alla val behöver en "Snoddas", någon som man kan tycka är lite snygg och rolig. Han menade att i valet 1979 var det Ola Ullsten, i valet 1982 var det Ulf Adelsohn, 1985 var det Bengt Westerberg och i detta valet 1988 var det Olof Johansson.
Vid ett valmöte i Vasaparken i Stockholm den 4 september påstod Socialdemokraternas Sten Andersson med anledning av Folkpartiets förslag till marginalskatter att folkpartiledaren Bengt Westerberg hade en "felprogrammerad hjärna": Hur välmodulerad en hjärna än är, så hjälper det inte om den är felprogrammerad.[källa behövs]
En annan politisk affär var att LO:s ordförande Stig Malms dotter fick en lägenhet hos Riksbyggen i Stockholm trots att hon inte stod i bostadskön.[källa behövs] Malm satt i Riksbyggens styrelse. En annan sak som uppmärksammades stort var folkomröstningen i Sjöbo kommun om kommunens flyktingmottagning, där lokala centerpartister i strid med partiledningen argumenterade för en mycket restriktiv invandring till Sjöbo och resten av Sverige. De ledande företrädarna för centerpartiet i Sjöbo uteslöts sedermera ur partiet och bildade ett eget lokalt parti, Sjöbopartiet.
Opinionen för Socialdemokraterna hade legat stabilt runt 45 procent tills olika affärer hade exponerats i media några månader innan valet, men trots dessa affärer av olika slag gjorde Socialdemokraterna ett relativt bra val. Då Ingvar Carlsson efter mordet på Olof Palme fick gå in som statsminister saknade han den självklara pondus som Palme haft men klarade sig ändå bra i den stora partiledardebatten i SVT. Precis som under Palmes tid hade Kjell-Olof Feldt en central position i den socialdemokratiska valpropagandan. Feldt rönte även ett stort förtroende hos en stor del av näringslivet. Ian Wachtmeister skrev i sin bok Ankdammen om att näringslivsfolk brukade tala om Feldt som "klart den bäste av dem, ekonomiskt skolad, förstår oss", något som gjorde Feldt till ett rött skynke för många vänster-socialdemokrater, vilket bland annat var anledningen till Rosornas krig som pågick mellan valen 1985 och 1988.
Partiernas valaffischer:
- Kristdemokraterna en världsrörelse! - Rösta på Kristdemokratiska Samhällspartiet

## Valresultat
|                      |                                   |                               |                     |        |        |                  |                  |                  |
| Parti                | Parti                             | Partiledare                   | Röster              | Röster | Röster | Mandatfördelning | Mandatfördelning | Mandatfördelning |
| Parti                | Parti                             | Partiledare                   | Antal               | %      | +− %   | Antal            | +−               | %                |
|                      | Socialdemokraterna                | Ingvar Carlsson               | 2 321 826           | 43,21  | −1,47  | 156              | −3               | 44,70            |
|                      | Moderata samlingspartiet          | Carl Bildt                    | 983 226             | 18,30  | −3,03  | 66               | −10              | 18,91            |
|                      | Folkpartiet                       | Bengt Westerberg              | 655 720             | 12,20  | −2,03  | 44               | −7               | 12,61            |
|                      | Centerpartiet                     | Olof Johansson                | 607 240             | 11,30  | +1,53  | 42               | −1               | 12,03            |
|                      | Vänsterpartiet kommunisterna      | Lars Werner                   | 314 031             | 5,84   | +0,48  | 21               | +2               | 6,02             |
|                      | Miljöpartiet                      | Eva Goës och Birger Schlaug   | 296 935             | 5,53   | +4,03  | 20               | +20              | 5,73             |
|                      | Kristdemokratiska samhällspartiet | Alf Svensson                  | 158 182             | 2,94   | +0,30  | —                | −1               | —                |
|                      | Sverigedemokraterna               | Leif Ericsson och Johnny Berg | 1 118               | 0,02   | +0,02  | —                | —                | —                |
|                      | Övriga partier                    | —                             | 35 441              | 0,66   | —      | —                | —                | —                |
|                      | Socialistiska blocket (S + VPK)   | —                             | 2 635 857           | 49,05  | -1,1   | 177              | -1               | 50,72            |
|                      | Borgerliga blocket (C + FP + M)   | —                             | 2 246 186           | 41,80  | -6,1   | 152              | -19              | 43,55            |
| Antal giltiga röster | Antal giltiga röster              | Antal giltiga röster          | 5 373 719           | 100,00 |        | 349              |                  |                  |
| Ogiltiga röster      | Ogiltiga röster                   | Ogiltiga röster               | 67 331              |        |        |                  |                  |                  |
| Totalt               | Totalt                            | Totalt                        | 5 441 050 (85,96 %) |        |        |                  |                  |                  |

Det socialistiska blocket (S och VPK) fick sammanlagt 49 procent medan det borgerliga blocket (C, FP och M) fick 41,8 procent av rösterna. Miljöpartiet fick 5,5 procent och kom för första gången in i riksdagen, men stod utanför blockpolitiken.
Av 6 330 023 röstberättigade deltog 5 441 050 personer i valet, vilket ger ett valdeltagandet på 85,96 procent, en nedgång med 3,89 procentenheter.
KDS hade satsat på att nå minst 12 procent i Jönköpings läns valkrets, för att kunna få ett riksdagsmandat för sin partiledare Alf Svensson, men nådde med 10,6 procent inte riktigt ända fram.
Sverigedemokraterna ställde för första gången upp. Partiet hade bildats sju månader tidigare. De nådde upp till blygsamma 0,02 procent.

## Nyinvalda framtidsnamn
Bland de nyinvalda riksdagskandidaterna som tog plats i kammaren  för första gången och som senare skulle bli kända politiker fanns följande namn: Charlotte Cederschiöld, Åsa Domeij, Ylva Johansson, Eva Goës, Gudrun Schyman, Annika Åhnberg, Håkan Holmberg, Maj-Inger Klingvall, Jan Björkman, Ingegerd Wärnersson, Claes Roxbergh, Lars Bäckström, Marianne Samuelsson, Britt Bohlin, Carl Frick, Sinikka Bohlin, Karin Starrin, Maggi Mikaelsson och Britta Bjelle.

## Mandatfördelning mellan blocken
Socialdemokraterna och vpk fick tillsammans 177 mandat mot de tre borgerliga partierna som fick 152 mandat. Miljöpartiet, med 20 mandat, ställde sig utanför blockpolitiken.

## Regeringsbildning
Regeringen Carlsson I satt kvar. I regeringsförklaringen uttalade statsminister Ingvar Carlsson att det var regeringens föresats att söka breda lösningar i frågor som var av betydelse för vår nationella säkerhet. Vidare anförde han att det var regeringens ansvar och strävan att ta till vara alla goda initiativ och att verka för breda lösningar (prot. 1988/89:2).